# Pietra runica di Karlevi

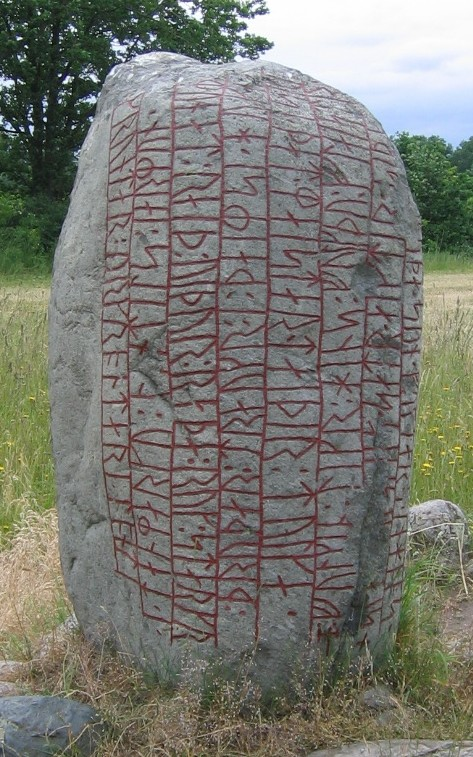
Pietra runica di Karlevi

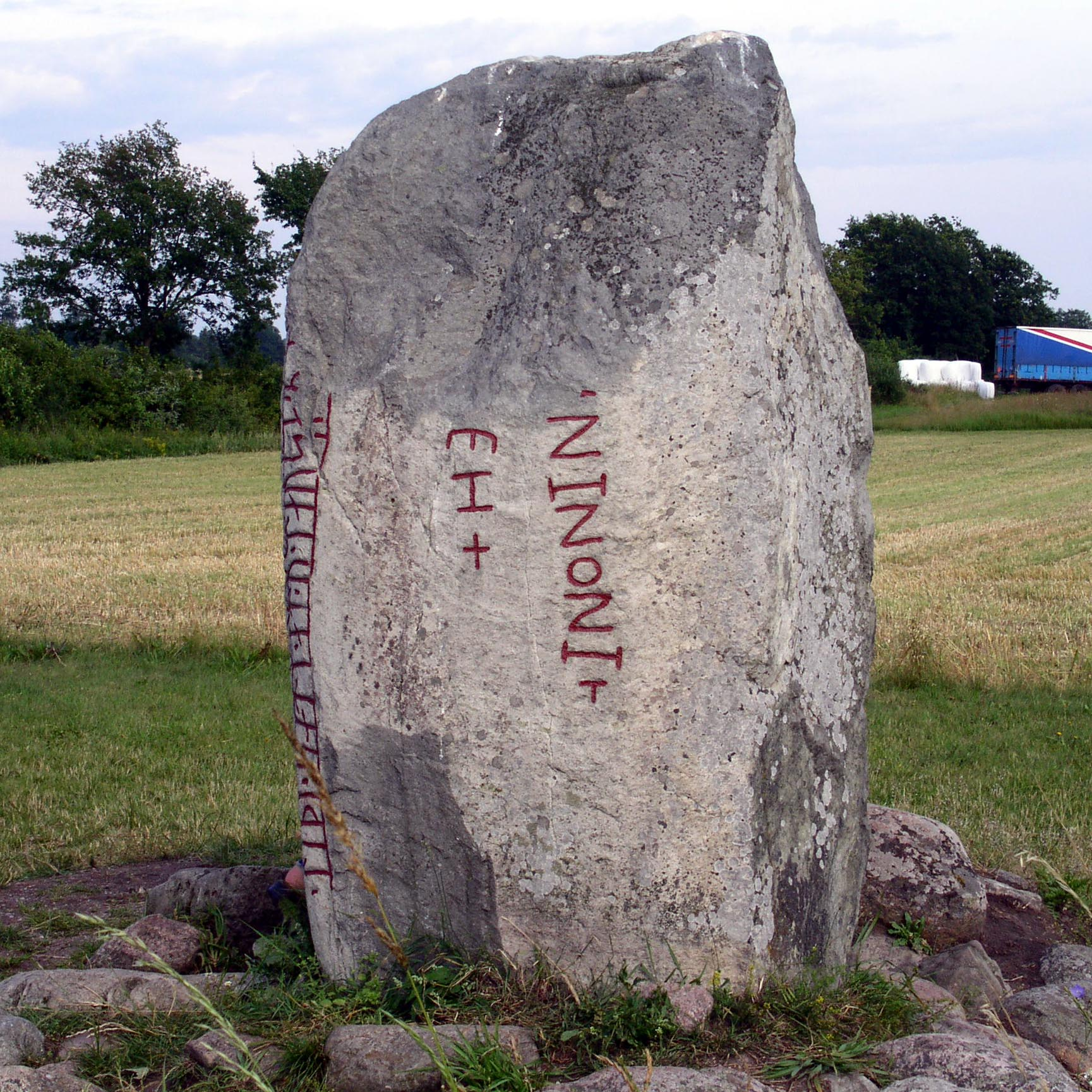
Lato opposto della pietra

La pietra runica di Karlevi, chiamata Öl 1 dal Rundata, viene comunemente datata alla fine del X secolo, e si trova nei pressi di Kalmarsund a Karlevi, sull'isola di Öland, Svezia. Si tratta di una delle più importanti pietre runiche, ed è il più antico esemplare di una stanza scaldica.

## Descrizione
L'iscrizione runica è parzialmente in prosa, e parzialmente in versi. È l'unico esemplare di una completa stanza scaldica preservata su una pietra runica, ed è composta con la metrica dróttkvætt. È importante per il fatto che cita le figlie di Thor, Þrúðr e Viðurr, uno dei nomi di Odino, in kenning per "capitano". Nella seconda metà della stanza si fa riferimento alla Danimarca, ma non è chiaro il significato di questo contesto poetico.
La pietra è contemporanea della battaglia del Fýrisvellir, e quindi si può ipotizzare che fu eretta dai guerrieri che vi parteciparono, in memoria del loro signore.
L'iscrizione, che si trova su una pietra in granito alta 140 cm, viene considerata in stile RAK. Si tratta della classificazione per le iscrizioni che non presentano dragoni o teste di serpente, ed i cui estremi sono dritti. Le iscrizioni non runiche del lato opposto sembrano accompagnate da una piccola croce cristiana e da un martello di Thor norreno. Tra le altre pietre runiche che raffigurano il martello di Thor ci sono la U 1161 di Altuna, la Sö 86 di Åby, la Sö 111 di Stenkvista, la Sö 140 di Jursta, la Vg 113 di Lärkegapet, la DR 26 di Laeborg, la DR 48 di Hanning, la DR 120 di Spentrup e la DR 331 di Gårdstånga.

## Iscrizione
Traslitterazione delle rune in caratteri latini:
+ s-a... --(s)- i(a)s * satr * aiftir * si(b)(a) * kuþa * sun * fultars * in hons ** liþi * sati * at * u * -ausa-þ-... +: fulkin : likr : hins : fulkþu : flaistr (:)* uisi * þat * maistar * taiþir : tulka * þruþar : traukr : i : þaimsi * huki * munat : raiþ:uiþur : raþa : ruk:starkr * i * tanmarku : --ntils : iarmun**kruntar : urkrontari : lonti
| Trascrizione in lingua norrena (dialetto svedese-danese): S[t]æ[inn] [sa]s[i] es sattr æftiR Sibba Goða, sun Fuldars, en hans liði satti at ... ... Fulginn liggR hinns fylgðu, flæstr vissi þat, mæstaR dæðiR dolga ÞruðaR draugR i þæimsi haugi; munat Ræið-Viðurr raða rogstarkR i Danmarku [Æ]ndils iarmungrundaR uRgrandaRi landi. |  | Vecchia traduzione: Questa pietra è eretta in memoria di Sibbi Góði/Goði, figlio di Foldarr, ed il suo seguito la pose... Nascosto giache colui che seguì (molto conosciuto) le più grandi gesta, guerriero di Þrud delle battaglie, in questo tumulo. Mai esisterà uno più onesto, duro combattente 'wagon-Viðurr' sul regno espanso di Endill regnò la terra di Danimarca. |  | Nuova traduzione: Questa pietra è posta in memoria di Sibbi il buono, figlio di Fuldarr, ed il suo seguito la pose ... ... Giace nascosto, Egli fu seguito dalle più grandi gesta (molti lo sanno), un capitano (albero di battaglia della dea Þrúðr) in questo tumulo; Mai più un così duro combattente per mare (Viðurr-del-Trasporto di [il re del mare] e del suo potente dominio ( = Dio dei vascelli del mare) ), regnò incontrastato sulla Danimarca. |  |

Una traduzione inglese più chiara è fornita da Foote & Wilson:
Tree of Thrúd of hostilities, the man whom the greatest virtues accompanied - most men know that - lies buried in this mound; a more upright chariot-Vidur of wondrous-wide ground of Endil will not rule, strife-strong, land in Denmark.
La traduzione in italiano di questo passaggio suona come:
Albero di Thrúd delle ostilità, l'uomo che le grandi virtù accompagnarono - molti uomini lo sanno - giace sepolto in questo tumulo; un più retto fedele di Vidur dell'immensa terra di Endil mai regnerà, forte combattente, la terra di Danimarca.
Il lato opposto della pietra contiene un'iscrizione non runica: "In nomin[e] (?) Ie[su] (?)" che significa "Nel nome di Gesù".